# Tai nạn tàu 183 (1982)
Tai nạn lật tàu 183 (Tàu Chợ)   rạng sáng ngày 17 tháng 3 năm 1982 tại xã Tây Hoà, huyện Trảng Bom tỉnh Đồng Nai là một vụ tai nạn đường sắt nghiêm trọng làm hơn 200 người chết và rất nhiều người  bị thương. Đây được đánh giá là vụ tại nạn đường sắt thảm khốc nhất lịch sử Đường sắt Việt Nam. Do tình trạng thiếu thông tin liên lạc và quản lí lỏng lẻo vào thời điểm xảy ra tai nạn, cho đến nay số thương vong chính xác hay thậm chí danh tính một số người thiệt mạng vẫn chưa được làm rõ.

## Diễn biến
Vào lúc 5 giờ sáng ngày 17 tháng 3 năm 1982, đầu máy D9E-238 kéo đoàn tàu mang số hiệu 183 xuất phát từ ga Nha Trang đến Km 1668+400, gần ga Bàu Cá, xã Hưng Thịnh, nay là xã Tây Hoà, huyện Trảng Bom khi đi qua khúc cua chữ C gần 90 độ thì đã bị lật. 10 trong số 13 toa xe bị lật và văng ra khỏi đường ray. Riêng đầu máy vượt qua taluy cao trên 4 mét văng cách đường ray vài chục mét.
Lái tàu Đậu Trường Toả, phụ lái Phạm Duy Hạnh, nhân viên thực tập Trần Dao Chi (nam, sinh năm 1957) và hàng chục nhân viên đường sắt trên tàu thương vong. Riêng nhân viên phục vụ tàu là Đoàn Võ Đăng Hưng may mắn thoát nạn. Số hành khách bị thiệt mạng lên đến hơn 200 người, trong đó có hơn 10 người là cán bộ công chức, viên chức gồm có : Hà Tiến Văn (Chủ tịch UBND tỉnh Khánh Hoà), Mạc Đức Hiên (Chủ tịch UBND tỉnh Quảng Ngãi), Hồ Thế Đàm (Chủ tịch HDND TP. Đà Nẵng)... Số nạn nhân tìm thấy danh tính và có người nhà nhận diện được đưa về nhà.
Còn lại 113 nạn nhân không có giấy tờ, không được người thân nhận diện được an táng tại khu mộ tạm gần đó. Sau đó, ngành đường sắt xây một hàng rào bao quanh đồng thời làm bia cho những người có tên mà không có địa chỉ.
Nguyên nhân tai nạn được giới chức đường sắt xác nhận là do tàu mất phanh. Người dân thì cho rằng do đoạn thắng hơi nối giữa các toa tàu bị phá hoại. Những người đi tàu lậu kéo các ống hơi nối giữa các toa để buộc lái tàu phải dừng nối lại. Nhân cơ hội đó những người đi tàu lậu tranh thủ đưa hàng và người lên tàu.
Đến năm 1993, ngành đường sắt nắn lại khúc cua 90 độ, đồng thời dời ga sang hướng khác, cách hiện trường vụ tai nạn gần 500 mét và dừng hoạt động ga Bàu Cá.

## Nghĩa trang Đường sắt 17.3.1982
Khu mộ tạm của hơn 100 nạn nhân vô danh bị bỏ hoang, đến năm 2013 thì được thân nhân các nạn nhân cùng người dân địa phương cải tạo, chăm sóc, trở thành nghĩa trang mang tên "Nghĩa trang Đường sắt 17.3.1982" tại ấp Lộc Hoà 2, xã Tây Hoà, huyện Trảng Bom. Khoảng 20 ngôi mộ đã bị bốc đi, hiện tại chỉ còn vài ngôi mộ có tên như Nguyễn Thị Minh Võ (sinh 1945), các mộ còn lại đều là vô danh.